# Centraal Orgaan van Landelijke Opleidingsorganen van het bedrijfsleven
Het Centraal Orgaan van Landelijke Opleidingsorganen van het bedrijfsleven, beter bekend als Colo, was de vereniging van zeventien Nederlandse kenniscentra die elk bedrijfstakgewijs georganiseerd zijn. In januari 2012 ging de Colo op in de stichting Samenwerking Beroepsonderwijs Bedrijfsleven (SBB).
De taak van de kenniscentra was het ontwikkelen van kwalificaties voor het middelbaar beroepsonderwijs, het werven van leerbedrijven en het bewaken de kwaliteit van deze leerbedrijven.
De kenniscentra waren bedoeld als brug tussen sociale partners, leerbedrijven, onderwijs en overheid. Het doel van de kenniscentra was bijdragen aan goed en aantrekkelijk beroepsonderwijs. Colo ondersteunt de kenniscentra daarbij met expertise.

## Kenniscentra
De bij Colo aangesloten kenniscentra waren:
- Aequor Kenniscentrum Voedsel en Leefomgeving
- Calibris (voorheen OVDB)
- Ecabo
- Fundeon
- GOC
- Innovam groep
- Kenniscentrum Handel
- Kenteq
- KOC Nederland
- Kenwerk
- Savantis
- SH&M
- SVGB kennis- en opleidingencentrum
- SVO
- PMLF (Proces Milieu Laboratorium Fotonica)
- VOC
- VTL